# Thủy Hằng
Thủy Hằng - Nguyễn Thủy Hằng hay Nguyễn Thị Hằng là nghệ sĩ ưu tú, nhà quay phim lĩnh vực Phim hoạt hình của Việt Nam.

## Tiểu sử
Thủy Hằng là vợ của đạo diễn, Nghệ sĩ nhân dân Trần Văn Thủy.  Bà học lớp quay phim khóa 1, từ năm 1965 đến 1967. Khóa học có 145 người dự thi, trong số 30 người trúng tuyển chỉ có 3 ngưởi là nữ gồm có bà cùng hai nhà quay phim Từ Hậu và  Đỗ Phương Thảo.

## Giải thưởng
| Năm  | Sự kiện                            | Hạng mục       | Giải thưởng        | Tác phẩm                     | Nguồn       |
| ---- | ---------------------------------- | -------------- | ------------------ | ---------------------------- | ----------- |
| 1975 | Liên hoan phim Việt Nam lần thứ 3  | Phim hoạt hình | Quay phim xuất sắc | Con khỉ lạc loài             | [ 5 ]       |
| 1985 | Liên hoan phim Việt Nam lần thứ 7  | Phim hoạt hình | Quay phim xuất sắc | Cô bé chân đất và anh dế mèn | [ 6 ]       |
| 1985 | Liên hoan phim Việt Nam lần thứ 7  | Phim hoạt hình | Quay phim xuất sắc | Những hoạ sĩ bút chì         | [ 6 ]       |
| 1988 | Liên hoan phim Việt Nam lần thứ 8  | Phim hoạt hình | Quay phim xuất sắc | Dũng sĩ Đam Rông             | [ 7 ] [ 5 ] |
| 1990 | Liên hoan phim Việt Nam lần thứ 9  | Phim hoạt hình | Quay phim xuất sắc | Võ sĩ bọ ngựa                | [ 5 ]       |
| 1990 | Liên hoan phim Việt Nam lần thứ 9  | Phim thiếu nhi | Quay phim xuất sắc | Tướng tò he                  | [ 8 ] [ 5 ] |
| 2001 | Liên hoan phim Việt Nam lần thứ 13 | Phim hoạt hình | Quay phim xuất sắc | Sự tích cái nhà sàn          | [ 9 ] [ 5 ] |